# Acontia
Acontia é um gênero de traça pertencente à família Arctiidae.